# Миланов, Илия
Илия Венциславов Миланов (болг. Илия Венциславов Миланов; 19 февраля 1992, Левски, Болгария) — болгарский футболист, защитник клуба «Дунав Русе». Выступал за сборную Болгарии.

## Биография
Воспитанник клуба «Литекс». В детской команде Илия принимал участие во многих турнирах и быстро привлек внимание скаутов из ведущих болгарских клубов. Родители неоднократно отвергали предложения таких команд как «Спартак» (Пловдив), «Левски» (София), ЦСКА.
Илия проходил через все молодёжные национальные сборные страны, где он играл в качестве правого защитника. Он получил свой первый призыв в сборную U-17, которую тренировал Борис Ангелов, в 2006 году, сыграв во всех матчах европейской квалификации против команд из Черногории, Польши и Азербайджана. В девятнадцать лет Атанас Атанасов-Орела также вызывает его принять участие в отборе на чемпионат Европы по футболу среди юниоров до 19 лет. Там он играет против сверстников из Ирландии, Сербии и Люксембурга. Тренер молодёжи Михаил Мадански также вызывает его в свою команду. Он сыграл в товарищеских матчах против Греции, Румынии, Камеруна, Ганы и Республики Македонии, и в квалификации чемпионата Европы среди молодёжи против Черногории, Швеции, Нидерландов и Шотландии.

## Семья
Брат-близнец Илии Миланова Георгий также является профессиональным футболистом и играет на позиции полузащитника за бухарестское «Динамо» и сборную Болгарии по футболу.

## Достижения
«Литекс»
- Чемпион Болгарии (2): 2009/10, 2010/11
- Обладатель Суперкубка Болгарии (1): 2010